# Elecciones municipales de Abancay de 1983
Las elecciones municipales de Abancay de 1983 se llevaron a cabo el 13 de noviembre de 1983 para elegir al alcalde y al Concejo Provincial de Abancay para el periodo 1984-1986. La elección se celebró simultáneamente con elecciones municipales en todo el país.

## Sistema electoral
La Municipalidad Provincial de Abancay es el órgano administrativo y de gobierno de la provincia de Abancay. Está compuesta por el alcalde y el Concejo Provincial.
La votación del alcalde y el concejo se realiza en base al sufragio universal, que comprende a todos los ciudadanos nacionales mayores de dieciocho años, empadronados y residentes en la provincia de Abancay y en pleno goce de sus derechos políticos, así como a los ciudadanos no nacionales residentes y empadronados en la provincia de Abancay.
El Concejo Provincial de Abancay está compuesto por 19 regidores elegidos por sufragio directo para un período de tres (3) años, en forma conjunta con la elección del alcalde (quien lo preside). La votación es por lista cerrada y bloqueada. Se asigna a la lista ganadora los escaños según el método d'Hondt o la mitad más uno, lo que más le favorezca.

## Composición del Concejo Provincial de Abancay
La siguiente tabla muestra la composición del Concejo Provincial de Abancay antes de las elecciones.
| Partidos | Partidos                | Regidores |
| -------- | ----------------------- | --------- |
|          | Acción Popular          | 11        |
|          | Partido Aprista Peruano | 5         |
|          | Izquierda Unida         | 3         |

## Partidos y candidatos
A continuación se muestra una lista de los principales partidos y alianzas electorales que participaron en las elecciones:
| Candidatura | Candidatura | Partidos y alianzas | Candidatos | Candidatos                  | Ideología                                               | Resultado previo | Resultado previo | Ref. |
| Candidatura | Candidatura | Partidos y alianzas | Candidatos | Candidatos                  | Ideología                                               | Votos (%)        | Reg.             | Ref. |
| ----------- | ----------- | --- | ---------- | --------------------------- | ------------------------------------------------------- | ---------------- | ---------------- | ---- |
|             | AP          | Lista - Acción Popular (AP) |            | Javier Triveño Pinto        | Humanismo Nacionalismo cívico Reformismo                | 55.39%           | 11               |      |
|             | APRA        | Lista - Partido Aprista Peruano (APRA) |            | Augusto Miranda Escobar     | Aprismo                                                 | 25.72%           | 5                |      |
|             | IU          | Lista - Izquierda Unida (IU) – Unión de Izquierda Revolucionaria (UNIR) – Unidad Democrático Popular (UDP) – Partido Socialista Revolucionario (PSR) – Partido Comunista Revolucionario (PCR) – Partido Comunista Peruano (PCP) – Frente Obrero Campesino Estudiantil y Popular (FOCEP) |            | Luis Barra Pacheco          | Marxismo-leninismo Mariateguismo Socialismo democrático | 13.95%           | 3                |      |
|             | PPC         | Lista - Partido Popular Cristiano (PPC) |            | Enrique Trujillo Montesinos | Conservadurismo social Humanismo Democracia cristiana   | 5.80%            | 0                |      |
|             | IND         | Lista - Lista Independiente N° 3 Independiente Abancay |            | Virgilio Morales Dongo      | Localismo abanquino                                     | Nuevo            | Nuevo            |      |

## Resultados

### Sumario general
|                        |                                                |              |              |              |           |           |
| Partidos y coaliciones | Partidos y coaliciones                         | Voto popular | Voto popular | Voto popular | Regidores | Regidores |
| Partidos y coaliciones | Partidos y coaliciones                         | Votos        | %            | ±pp          | Total     | +/−       |
|                        | Izquierda Unida (IU)                           | 2,916        | 37.12        | +23.17       | 11        | +8        |
|                        | Partido Aprista Peruano (APRA)                 | 2,374        | 30.22        | +4.50        | 4         | –1        |
|                        | Acción Popular (AP)                            | 1,675        | 21.32        | –34.07       | 3         | –8        |
|                        | Partido Popular Cristiano (PPC)                | 624          | 7.94         | +2.14        | 1         | +1        |
|                        | Lista Independiente N° 3 Independiente Abancay | 266          | 3.39         | n/a          | 0         | ±0        |
|                        |                                                |              |              |              |           |           |
| Total                  | Total                                          | 7,855        |              |              | 19        | ±0        |
|                        |                                                |              |              |              |           |           |
| Votos válidos          | Votos válidos                                  | 7,855        | 64.13        | +0.48        |           |           |
| Votos en blanco        | Votos en blanco                                | 1,022        | 8.34         | –3.96        |           |           |
| Votos nulos            | Votos nulos                                    | 3,371        | 27.52        | +3.47        |           |           |
| Votos emitidos         | Votos emitidos                                 | 12,248       | 56.34        | –1.97        |           |           |
| Abstenciones           | Abstenciones                                   | 9,492        | 43.66        | +1.97        |           |           |
| Votantes registrados   | Votantes registrados                           | 21,740       |              |              |           |           |
|                        |                                                |              |              |              |           |           |
| Fuente:                |                                                |              |              |              |           |           |

## Elecciones municipales distritales

### Resultados por distrito
La siguiente tabla enumera el control de los distritos de la provincia de Abancay. El cambio de mando de una organización política se resalta del color de ese partido.
| Distrito             | Alcalde(sa) electo(a)     | Partido político | Partido político        | Alcalde(sa) electo(a)       | Partido político | Partido político          |
| -------------------- | ------------------------- | ---------------- | ----------------------- | --------------------------- | ---------------- | ------------------------- |
| Chacoche             | Víctor Pareja Juro        |                  | Acción Popular          | Pedro Quispe Villarroel     |                  | Independiente Abancay     |
| Circa                | Enrique Sarmiento Chávez  |                  | Acción Popular          | Hermenegildo Serrano Choque |                  | Acción Popular            |
| Curahuasi            | Manuel Gonzales Valenza   |                  | Partido Aprista Peruano | Sergio Abarca Zubieta       |                  | Izquierda Unida           |
| Huanipaca            | Braulio Gonzalez Valencia |                  | Lista Independiente     | Agustín Arenaza Ustua       |                  | Partido Popular Cristiano |
| Lambrama             | Melchor Pereyra Sierra    |                  | Acción Popular          | Genaro Ballón Ballón        |                  | Partido Aprista Peruano   |
| Pichirhua            | Gregorio Muñoz Vilcas     |                  | Acción Popular          | Evaristo Contreras Huamán   |                  | Partido Aprista Peruano   |
| San Pedro de Cachora | Dimas Valer Pinto         |                  | Acción Popular          | Fabio Meléndez Oblitas      |                  | Partido Popular Cristiano |
| Tamburco             | Miguel Bedia Pareja       |                  | Acción Popular          | Dionicio Soria Espinoza     |                  | Izquierda Unida           |